# Liste des cathédrales du Rondônia
Cet article recense les cathédrales du Rondônia au Brésil.

## Généralités
Du point de vue de l'Église catholique, l'État de Rondônia est administré par un archidiocèse et deux diocèses. Au total, l'État compte trois cathédrales.

## Liste
| Édifice               | Ville         | Juridiction        | Coordonnées                        | Illus. |
| --------------------- | ------------- | ------------------ | ---------------------------------- | ------ |
| Notre-Dame (id)       | Guajará-Mirim | Guajará-Mirim (pt) | 10° 47′ 15″ sud, 65° 20′ 39″ ouest |        |
| Saint-Jean-Bosco (id) | Ji-Paraná     | Ji-Paraná (pt)     | 10° 52′ 55″ sud, 61° 56′ 42″ ouest |        |
| Sacré-Cœur (pt)       | Porto Velho   | Porto Velho        | 8° 45′ 43″ sud, 63° 54′ 14″ ouest  |        |